# Casalarreina
Casalarreina es una localidad y un municipio español en la comunidad autónoma de La Rioja. Se sitúa en el noroeste de la provincia. Depende del partido judicial de Haro.

## Historia
No está datada la presencia de actividad humana en la zona, pero se ha encontrado en su término municipal un fragmento de figura de terracota, enmarcado en el mundo celtibero, en la II Edad del Hierro, entre el siglo IV y el siglo I a. C.
Está demostrado que por el término municipal transcurría la vía 1 - 32 del Itinerario de Antonino, que fue ejecutada por efectivos militares durante el reinado de Augusto, en uso durante todo el Imperio Romano, con obras de mantenimiento en épocas de Claudio (41-54), Probo (276 - 282) y Carino (283 - 285).
Citada en el Becerro Galicano (folio 57v) de San Millán de la Cogolla, en el año 1070: Sancho IV el de Peñalén agrega a San Millán la pequeña villa de Mendico, entre Naharruri (el actual Casalarreina) y Pauleja, y el barrio de Scemenurri, con sus términos y dependencias. dono et confirmo villulam cui dicitur Mendicu, que est sita inter Nafarruri et Padulella, ac varriolo Scemenurri sibi pertinenti.
Perteneció a la Familia Haro y según algunos historiadores, la villa fue donada entre otras en 1170 por Aldonza Ruiz de Castro, viuda de Lope Díaz I de Haro al Monasterio de Cañas.
En 1177 La Rioja, y por tanto la actual Casalarreina, fue anexionada a Castilla, separándola del resto de Navarra.
En 1407, el monasterio de Cañas arrendó la villa a censo enfitéutico a Haro, reservándose el monasterio el señorío directo sobre el lugar. Los motivos de esta cesión, se explican en el contrato de arrendamiento: ..."por quanto los lugares comarcanos son mas grandes y poderosos sennores, e ocupan los términos  montes e pastos del dicho lugar, e arremeten a los labradores e vasallos del dicho monesterio e moradores en el dicho nuestro lugar por diversas presiones, en tal manera que se despuebla de cada día e se menoscava la iurisdiÇion e la renta del dicho monesterio".
En 1511 pasó a pertenecer a los Fernández de Velasco (Condes de Haro), año en el que la villa fue morada algún tiempo de la reina Doña Juana I de Castilla (Juana la Loca), madre de Carlos I, alojándose esta en el palacio de los Condestables, y motivo por el que se aprovechó para cambiar el nombre de la villa "en el Logar de Naharruri, ques llamado de la Cassa de la Reyna..." a su denominación actual Casalarreina. Este punto no está documentado y no existen registros de ello.
Los Velasco favorecieron mucho a la zona construyendo palacios y el monasterio de las Dominicas llamado de la Piedad.
El 13 de marzo de 1522 el Papa Adriano VI asistió en Casalarreina a la consagración del Convento de Nuestra Señora de la Piedad de Reverendas Madres Dominicas por invitación del Obispo de Calahorra, que había sufragado los gastos.
El 21 de noviembre de 1559 se falla definitivamente en Valladolid una Ejecutoria que contiene los diversos pleitos llevados a cabo entre las poblaciones de Haro y Casalarreina en la Audiencia de Valladolid, la villa de Haro y el lugar de Casa de la Reina mantenían desde el siglo XV diversas disputas sobre la posesión o goce de los términos de Casa de la Reina y en concreto del término de Caballa, hoy la Zaballa, así como del supuesto señorío y vasallaje entre ambos lugares.

El 2 de octubre de 1626 fallece Diego Sarmiento de Acuña (el Maquiavelo español), I conde de Gondomar, embajador en Londres, que medió en la visita del Príncipe de Gales a Madrid como proyecto de boda. Este hecho ocurrió en la casa del Condestable de Castilla, el VI duque de Frías. 

En 1671 logró independizarse de Haro y obtener la condición de villa independiente con el nombre oficial de Casalarreina.
Por su situación estratégica como zona de paso hacia Miranda de Ebro, Logroño, Burgos por Belorado, Haro y Santo Domingo de la Calzada; durante los siglos XVI, XVII y XVIII se construyeron caminos y carreteras, así como el puente de piedra sobre el Río Oja.
En 1790 Casalarreina fue uno de los municipios fundadores de la Real Sociedad Económica de La Rioja, la cual era una de las sociedades de amigos del país fundadas en el siglo XVIII conforme a los ideales de la ilustración.
En 1936, durante la guerra civil española, fueron asesinados por los golpistas 24 vecinos y vecinas, entre otros al alcalde D. Gregorio Salinas Negueruela y al alguacil D. Saturnino Díaz Sobrino.
1991 Explosión de un coche bomba frente a la fachada del cuartel de la Guardia Civil.

### Nombre primitivo
Su antigua denominación era Naharruri o Nafarruri, que provendría de Nafar, término euskerico cuya traducción al castellano es 'Navarra', y que al añadirle la terminación -uri (que en euskera significa 'población o villa') quedaría traducido como 'Villa de Navarra'. Se trata de la denominación utilizada actualmente en euskera, según Euskaltzaindia. Sin embargo, conviene recordar que Naharruri significa literalmente en euskera Pueblo de la Reina, a decir de ciertos autores, sin embargo es algo que no queda demostrado y otra teoría sería 'pueblo llano' también a través del euskera nahar >llanura y uri>pueblo.
Nafarruri aparece citado en el Becerro Galicano de San Millán alrededor del 970.
El primer nombre que se conoce de Casalarreina, es el año 1070, Nafarruri cuando el rey don Sancho confirma a San Millán la pequeña villa de "Mendicuquae est inter Nafarruri y la Pauleja, ac Barriolo Scemenuri juxta Zufiuri" (Cihuri), el 13 de noviembre de 1070.
En cambio se llama Nahaurruri el año 1104, cuando Nuño Núñez dona a San Millán una serna invia quae vadit de Cuzcurrtilla ad Nahaurruri. En 1136 es llamado Naharrauri al donar una villa de este término a Santo Domingo de la Calzada por Nuño de Cihuri. 	
En cambio en el Fuero de Zerezo se llama Naharruli por el año 1146; y más tarde en 1210 en la venta que hicieron el abad de Santo Domingo de la Calzada y su Convento, de lo que poseían en Naharuri los hermanos Pedro y Fortún García, por ir a poblar Moya que acababa de tomarse a los moros. Así llaman también en 1170 y 20 de junio, cuando don Lope 20 Señor de Haro y su esposa doña Aldonza donaron al Monasterio del Císter en Cañas (antes de las Fayuelas), que habían fundado a sus expensas, todos los términos de Naharruri.
Por último, el 13 de junio de 1159, Rodrigo Núñez dona a San Millán todo lo que poseía en... y Naharruri.
“Larreiuri.—Según un trabajo de Echalar, publicado en la «Geografía del país vasco», tomo de Navarra, el nombre
antiguo de Naharruri (Casalarreina) era éste, que significa literalmente «Pueblo de la Reina».”
- Existe una creencia, no confirmada mediante el rigor histórico, que tras residir la reina Juana I de Castilla en el Palacio de Los Condes Fernández de Velasco, ordenó cambiar su denominación al nombre actual de Casalarreina, pero no hay evidencias documentales que lo avalen, por lo que no se sabe a ciencia cierta el origen de su topónimo actual.

## Geografía
Integrado en la comarca de Rioja Alta, se sitúa a 49 kilómetros de Logroño. El término municipal está atravesado por las carreteras nacionales  N-232  y  N-232A , entre los pK 452 y 455, y  N-126  (Casalarreina-Haro), además de por la carretera autonómica  LR-111 , que se dirige hacia Santo Domingo de la Calzada, y por carreteras locales que conectan con los municipios vecinos de Zarratón  LR-311 , Castañares de Rioja y Cihuri  LR-310 . 

El relieve del municipio es predominantemente llano por encontrarse en el valle del río Oja. La altitud oscila entre los 550 metros en un altiplano al este y los 480 metros a orillas del río Oja, al norte. El pueblo se alza a 500 metros sobre el nivel del mar. 
| Noroeste: Cuzcurrita de Río Tirón (exclave) y Cihuri | Norte: Anguciana      | Noreste: Haro     |
| Oeste: Tirgo                                         |                       | Este: Haro        |
| Suroeste Tirgo                                       | Sur: Tirgo y Zarratón | Sureste: Zarratón |

## Economía
Actualmente además de la tradicional actividad agrícola, la localidad se beneficia del intenso turismo proveniente en su mayor parte del País Vasco, en forma de segunda residencia.
El sector servicios está fundamentalmente centrado en Haro.

### Evolución de la deuda viva
El concepto de deuda viva contempla solo las deudas con cajas y bancos relativas a créditos financieros, valores de renta fija y préstamos o créditos transferidos a terceros, excluyéndose, por tanto, la deuda comercial.
| Gráfica de evolución de la deuda viva del ayuntamiento entre 2008 y 2019                             |
| |
| Deuda viva del ayuntamiento en miles de Euros según datos del Ministerio de Hacienda y Ad. Públicas. |

La deuda viva municipal por habitante en 2017 ascendía a 395,84 €.
La renta media bruta en 2019 es de 21 930 €, estando en el puesto número 22 de los municipios de más de 1000 habitantes de La Rioja y en el 1400 del total nacional (excluido País Vasco) .

## Geografía humana

### Demografía
Cuenta con una población de 1062 habitantes (INE 2024).
| Gráfica de evolución demográfica de Casalarreina entre 1842 y 2021 |
| |
| Población de derecho según los censos de población del INE Población de hecho según los censos de población del INEEn estos censos se denominaba Casa la Reina: 1842, 1857 y 1860 |

En el Censo de la Sal de 1631 bajo el epígrafe de La Casa de la Reyna se registran 87 vecinos y 297 personas.
En 1826 fueron censados 885 habitantes y 221 vecinos.

## Administración
| Periodo   | Nombre                                                   | Partido                 |
| --------- | -------------------------------------------------------- | ----------------------- |
| 1979-1983 | Víctor Antonio Vozmediano Repes †                        | Agrupación de electores |
| 1983-1987 | Antonio Ramón Zabala Elosúa †                            | CP                      |
| 1987-1991 | Buenaventura Gómez Castrillo                             | PP                      |
| 1991-1995 | Buenaventura Gómez Castrillo                             | PP                      |
| 1995-1999 | Víctor Antonio Vozmediano Repes†/Santos Salinas Puerta † | PP                      |
| 1999-2003 | Félix Caperos Elosúa/Ángel Ortiz Ruiz                    | PSOE/ PP                |
| 2003-2007 | David Isasi García                                       | PP                      |
| 2007-2011 | Félix Caperos Elosúa                                     | PSOE                    |
| 2011-2015 | Félix Caperos Elosúa                                     | PSOE                    |
| 2015-2019 | Félix Caperos Elosúa                                     | PSOE                    |
| 2019-2023 | Félix Caperos Elosúa                                     | PSOE                    |
| 2023-act. | Félix Caperos Elosúa                                     | PSOE                    |

El alcalde de Casalarreina recibe como prestación económica por su trabajo al frente del ayuntamiento 17623,39 € en régimen de dedicación parcial (ISPA 2022).

## Edificios y monumentos

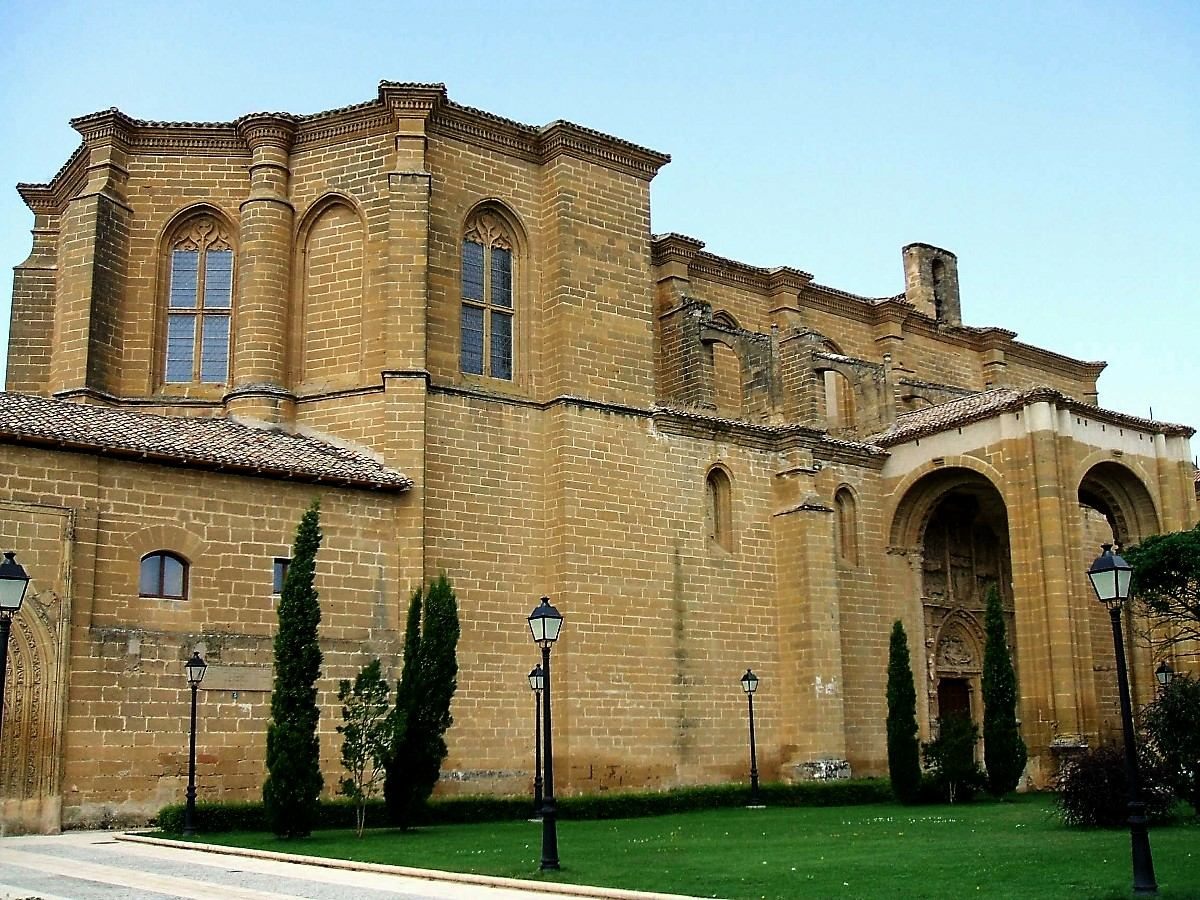
Monasterio de N.ª S.ª de la Piedad.

Su gran variedad patrimonial, tanto religiosa como civil, le valió en el año 1975 la denominación de Conjunto Histórico. Por lo que está incluido en el Catálogo de Conjuntos Histórico-Artísticos declarados en España.

### Monasterio dominico de Nuestra Señora de la Piedad
El Monasterio de Nuestra Señora de la Piedad comenzó a construirse en 1514 por orden de Juan Fernández de Velasco, obispo de la diócesis de Calahorra y diócesis de Palencia, tras la concesión realizada por parte del papa Julio II en 1509. 
En 1520 fallecía Juan Fernández de Velasco, dejando en testamento a Íñigo Fernández de Velasco y Mendoza quien tutela las obras del Monasterio, pero sin especificar para que orden religiosa, en 1523 hay un parón en las obras cuando se decide que será Dominico, pues la familia es Franciscana seglar.
Fue bendecido el 14 de marzo de 1522, por el papa Adriano VI, que pernoctó en el Palacio del Condestable de Castilla en su camino hacia Roma: "El día siguiente quatorce inauguró la Fábrica e Yglesia de Ntra. Sra. de la Piedad en el dicho Logar". Es el único monasterio de España consagrado por un papa.
Es del renacimiento más primitivo que se introduce en España, destacando en la contraportada las virtudes cardinales conciliando la doctrina alegórico-pagana con la cristiana (Tesis doctoral del catedrático Juan Francisco Esteban Lorente).

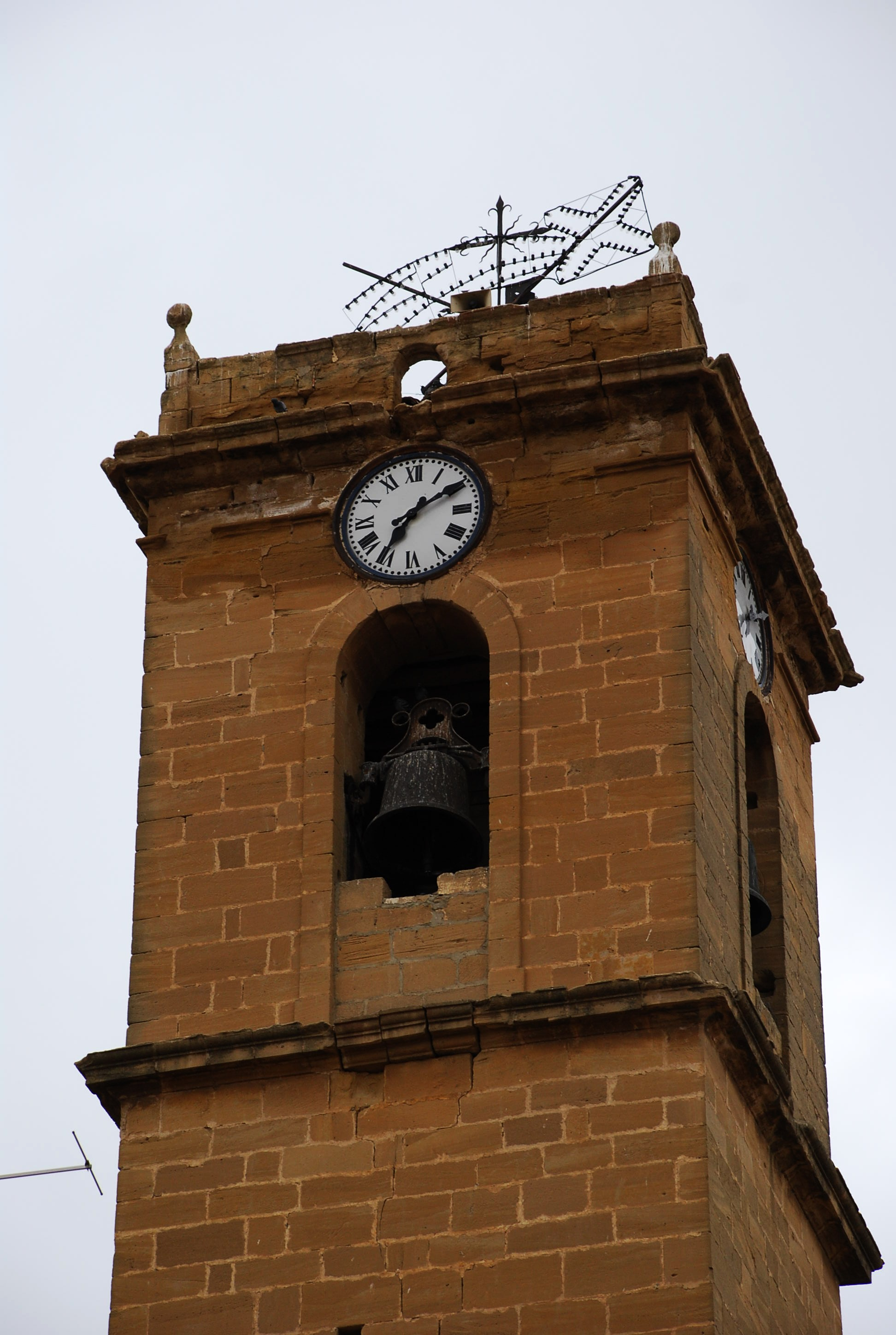
Torre de la iglesia de San Martín.

Se piensa que la portada fue realizada antes de 1530, participando los escultores Juan de Balmaseda, Cristóbal de Forcia y Juan de Cabreros. Las trazas del monasterio son de Juan Gil de Hontañón, arquitecto de la familia, visitaba la obra desde el 15 de febrero al 12 de marzo de 1516 junto a su hijo Rodrigo, entonces en el Monasterio estaba trabajando el taller de Felipe de Bigarny (Begoña Alonso Ruiz, catedrática especialista en los artistas de los Condestables).
Fue declarado Bien de Interés Cultural en la categoría de Monumento el 16 de mayo de 1977.

### Iglesia de San Martín
Construcción en sillería, iniciada en 1533 por Juan de Legorreta y diseñada por Juan de Rasines, edificándose entonces la cabecera, el crucero y el primer tramo. A finales del siglo XVI, se levantó el resto de la nave. A comienzos del XVII, los cuerpos bajos de la torre y la sacristía. En 1714 el cuerpo alto de la torre, y en el siglo XVIII la capilla del Evangelio.
Forman la planta una nave de tres tramos, crucero, cabecera ochavada de tres paños, capilla y sacristía. Cubren el templo bóvedas de crucería estrelladas. Portada orientada al sur, con arco de medio punto y frontón roto en el que se sitúa una hornacina con imagen de San Martín. Torre de tres cuerpos, en sillería, a los pies.
En el presbiterio, retablo mayor rococó, que integra elementos romanistas de una obra anterior. De tres calles, con cuerpo bajo doble y ático, fue trazado por Fernando González de Lara y construido por Tomás Díez de Mata en 1789. Incluye tallas romanistas de interés, realizadas algunas por Lázaro de Leiva.
El archivo parroquial contiene información de bautismos desde 1535, confirmaciones desde 1766, matrimonios desde 1638 y defunciones desde 1638.

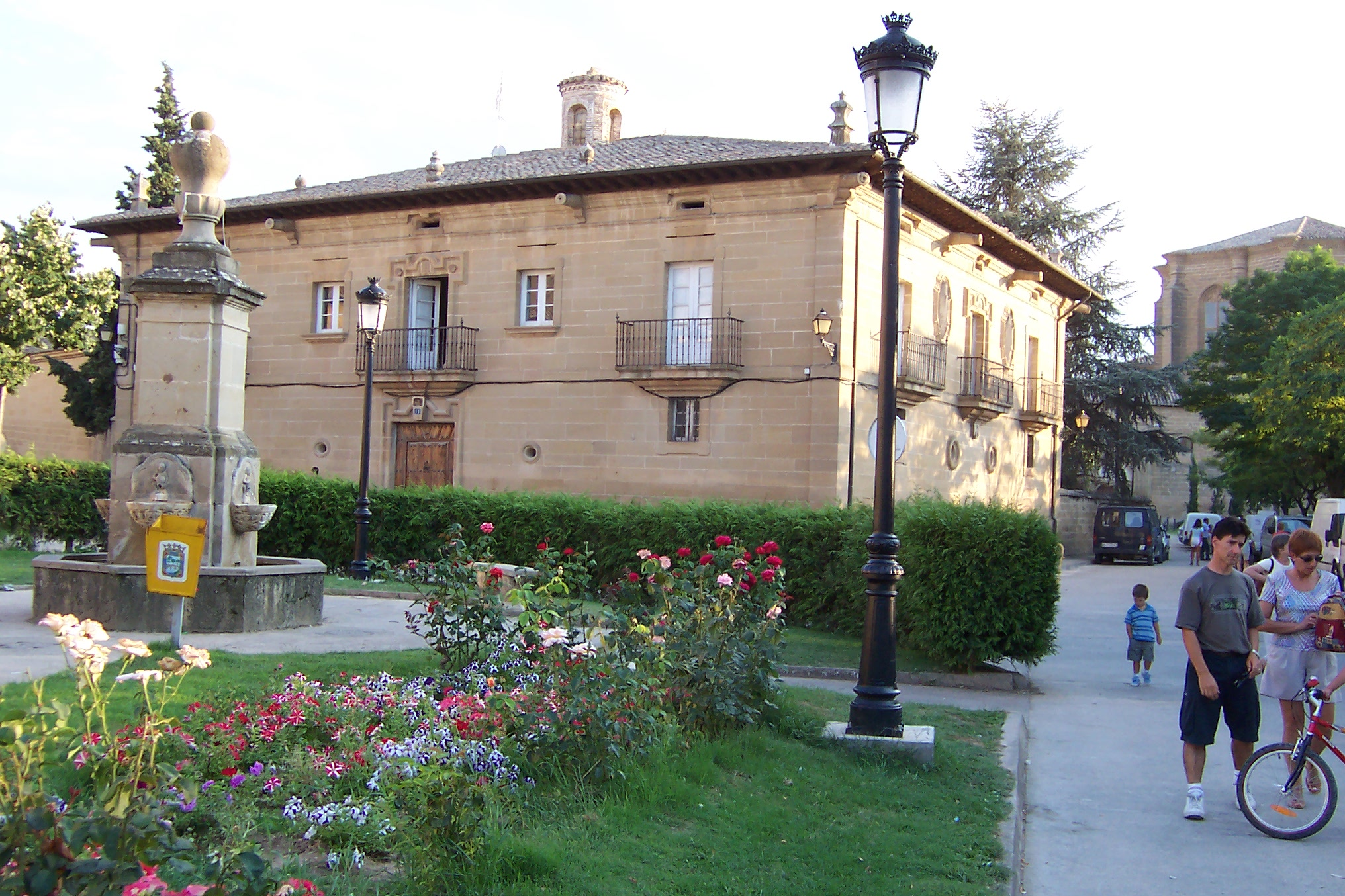
Palacio de Pobes.

### Palacio del marqués de Vargas
Edificio barroco de tres plantas, edificado en la primera mitad del siglo XVIII. Se encuentra en el centro del municipio, en la llamada plaza de La Florida. Presenta portadas y vanos mixtilíneos, balcones apoyados en mensulones, una cornisa de piedra sobre canales de madera, acróteras y gárgolas, ornándose con escudos. Es privado, y se mantiene habitado hasta la actualidad.

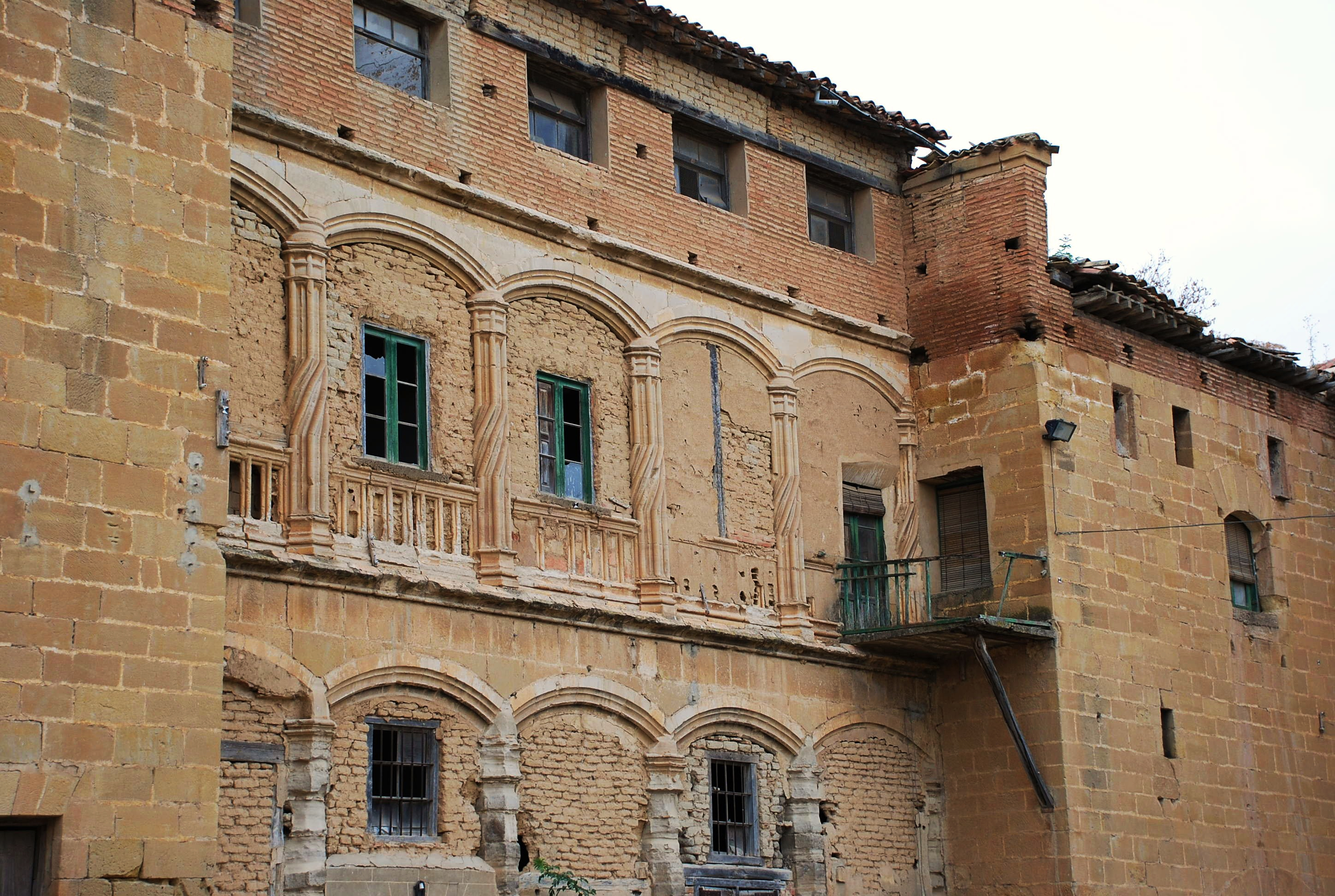
Palacio de los Condestables de Castilla.

### Palacio de los Condestables de Castilla
Hay que destacar este edificio como el más emblemático de la villa, por su gran peso histórico y formando conjunto con el Convento. Al igual que la ermita de San Román de Ajuarte, el palacio de Pobes y el palacio del marqués del Puerto es en la actualidad propiedad privada, por lo que su restauración se ha complicado a lo largo de los años. El 12 de junio de 2008 sufre un derrumbe parcial de la fachada principal del Palacio durante la realización de obras de restauración.
Edificio del siglo XVI, poseía cuatro plantas de sillería, con vanos de medio punto en las dos inferiores y vanos adintelados en las superiores, conservándose trazas interesantes en dichos elementos constructivos. El Palacio albergó los históricos pasos de la Reina Juana La Loca, por la entonces Naharruri, y también del Papa Adriano VI, quien visitó la villa con motivo de la bendición del Convento de la Piedad.
Parcialmente derruido durante obras de restauración con fines particulares, en fechas posteriores se constata la ausencia de soluciones a pesar de las requisitorias del Ayuntamiento sin embargo aparece en numerosas web de referencia turística
Entre el 13 y 14 de marzo de 1522 se aloja en este Palacio, Adriano , conocido como Adriano de Utrech y posteriormente coronado como el Papa Adriano VI en su camino hasta Roma para tomar posesión de la Cátedra de San Pedro. Siendo la primera jornada en la Rioja, para continuar por Santo Domingo de la Calzada, Nájera, Logroño, Navarrete - donde no entró debido a estar retenido el obispo de Zamora, dentro de la Guerra de las Comunidades de Castilla- continuando a Alcanadre, Calahorra y saliendo de La Rioja por Alfaro.
El 2 de octubre de 1626 fallece Diego Sarmiento de Acuña I conde de Gondomar el Maquiavelo español, alojado en "la casa del Condestable de Castilla, el VI Duque de Frías".
En La Rioja hay 41 fortalezas inventariadas, la Casa Palacio del Condestable una de ellas.

### Ermita de San Román de Ajuarte
La ermita de San Román de Ajuarte data del siglo XII, y se encuentra a unos 700 metros al sur de Casalarreina, en dirección a Santo Domingo de la Calzada. La construcción es el único resto que permanece en pie de la antigua población de Ajugarte. En la actualidad se ubica dentro de una parcela dedicada al cultivo de cereal, y se encuentra en manos privadas, siendo utilizada como trastero, tras haber desempeñado otras funciones no menos indignas, como granero, almacén o cuadra para el ganado. En realidad  no fue originalmente ermita, sino la iglesia del despoblado de Ajuarte. Recientemente ha sido adquirida por el Ayuntamiento de Casalarreina con el fin de salvar su deterioro, e incorporarla al patrimonio municipal. Según la documentación existente en el centro románico de Treviana, esta ermita está en un paraje denominado Jubarte, Ayubart, Oyobart y Ologobarte; fue donada en 1125 por Alfonso el Batallador a la iglesia de Santo Domingo de la Calzada, pasaría a ser propiedad de los Velasco en el siglo XVI.
La ermita consta de una nave más reciente y un ábside cuadrado de época románica. El ábside se encuentra cubierto con una bóveda de crucería con nervios de sección cuadrada, que nacen de modillones colocados a media altura en las esquinas. Solo dos huecos iluminaban la estancia, uno al sur y otro en el hastial este. El arco triunfal derramado hacia la nave es apuntado y parece haber sido replanteado a partir de otro de medio punto. Un banco corrido recorre los tres lados del ábside. Restos de pintura se vislumbran en la ventana del sur y en los modillones que sostienen los nervios de la bóveda.
Al exterior dos contrafuertes refuerzan el arco triunfal y sirven de arranque a la espadaña. Esta consta de dos cuerpos, en el primero de los cuales hay dos vanos iguales, y en el segundo otro bastante más reducido de tamaño. Al final del ábside otros dos contrafuertes sostienen otra estructura que no llegó a completarse. Cuatro canecillos a cada lado del ábside sostienen el tejado.
En resumen, un edificio de finales del XII, al que se le añadió posteriormente una nave de mampostería con cubierta de madera, que por avatares del tiempo corre peligro de desaparecer si no toman las medidas oportunas las personas y entidades que están obligadas a tomarlas.

### Puente sobre el río Oja
Inicialmente fue de madera en la misma localización que el actual (alrededor del año 1507). Sin embargo, frecuentes avenidas del Río Oja provocan repetidos derrumbes de las diferentes estructuras que coexistieron, están datadas en los años 1775, 1783 y 1791 (del 22 de mayo al 2 de junio).
Entre los años 1827 al 1831 se construye el actual puente en piedra de sillería promovido por la Real Sociedad Económica de La Rioja al tiempo que se trazó la carretera de Gimileo a Pancorbo. La duración de la obra se estimó en tres años y medio, con un coste final de 990.159 reales (originalmente presupuestado por el Ingeniero de Caminos Antonio Bolaño en 228.420 reales).
Recientemente - 29 de abril de 2023 -ha habido una "Exposición de puentes de Casalarreina"  con un recorrido cronológico de los puentes que han existido en Casalarreina, desde los más antiguos hasta los más modernos.

### Parques y Jardines
- Parque de la Florida.
- Parque de la fuente de pobes.
- Parque del estanque.
- Parque de Santo Domingo de Guzmán
- Parque de la solidaridad.
- Parque plaza Icona.

## Vocabulario Local y Riojanismos
- Carra: Se antepone como prefijo a las localidades donde van los caminos, aunque se puede encontrar en otros municipios de la Cuenca Baja del Oja,[43] donde está más documentado en Casalarreina: Carrabriones, Carrazarratón.[44][45]

## Hostelería

### Alojamiento y Hoteles
Hay una hospedería en un edificio rehabilitado que forma conjunto con el Convento de La Piedad, del que formaba parte hasta la Desamortización de Mendizábal, y que fue el colegio de San Nicolás o de Señoritas. También existe una casa rural en un edificio centenario rehabilitado.
Hospedería Señorío de Casalarreina:
La hospedería señorío de Casalarreina, ocupa hoy parte de lo que en su día fue el colegio de San Nicolás y colegio de señoritas de Ntra. Sra. de la Piedad, que estuvo integrado en el monasterio de monjas dominicas del mismo nombre. Es una verdadera obra de arte dadas sus vastas dimensiones y esbelta arquitectura.
Construido en piedra de sillería, con importantes ornamentos y techumbres de madera, el edificio se haya situado en uno de los mejores emplazamientos de la noble población riojalteña de Casalarreina.
Tras una cuidada restauración y decoración se abren las puertas de este precioso hotel con sus quince grandes habitaciones totalmente equipadas.
Cada detalle de la hospedería esta cuidadosamente escogido y encajado en una arquitectura sin igual que contribuirá al grato recuerdo de los visitantes.

### Restaurantes
Existen diversos restaurantes, mesones y asadores. Uno de ellos es una antigua bodega rehabilitada, construida en piedra de sillería, y otro es una bodega del siglo XVIII, que hasta su restauración mantuvo diversos usos, incluso como champiñonera.

## Fiestas Locales
- 24 de junio, festividad de San Juan, se celebra la Batalla del Vino (Sanjuanada), que finaliza en la fuente Pobes, celebrándose con bailes, música y el tradicional "baño en vino". El Ayuntamiento proporciona vino en abundancia y bollos con pan y chorizo.[48] Siguiendo la tradición de las fiestas bacanales, el riesgo de intoxicación alcohólica es muy alto.
- Del 16 al 20 de agosto de 2013 se celebra el festival de música antigua clásica. Se celebran conciertos en el monasterio de La Piedad.
- 26 de agosto San Vítores.
- Fiestas de Acción de Gracias a Nuestra Patrona la Virgen del Campo, siempre el sábado siguiente a San Mateo (21 de septiembre).
- 11 de noviembre San Martín. En realidad es el patrón de la parroquia, no de la localidad.

## Asociacionismo
- Grupo Scout Ghembres, fundado y dirigido por D. Rodolfo Martínez Arnedo†[49]
- Asociación de Mujeres de Casalarreina
- Cáritas de Casalarreina
- Coral parroquial Virgen del Campo
- Asociación del Hogar del Pensionista

## Instituciones Municipales
- Banda municipal de música  institución con gran raigambre, ensaya en un local municipal y formada en su mayoría por vecinos de Casalarreina.

## Deporte
- Sociedad Deportiva San Martín (caza)
- El Casalarreina Club de Fútbol se fundó en junio de 1997, pasando de jugar torneos para aficionados a la categoría federada. Actualmente juega en la Liga de tercera división de La Rioja.[50]
- Club Taekwondo Casalarreina.[51]

## Vida cultural
Presencia en la literatura: Citada por Benito Pérez Galdós: Levanteme una mañana dispuesto a hacer un viaje a Haro y dar una vuelta por El Ciego, Casalarreina, Cenicero, Cuzcurrita y demás centros de producción....
Presencia en el cine: Se rodó parte de la película Oro Fino (1989), utilizando la casa de Pobes. Fue la última película rodada por Stewart Granger.
Desde el año 2013 se desarrolla el Festival de Música Antigua, los conciertos se desarrollan en el Monasterio de Nuestra Señora de la Piedad de Casalarreina. Está patrocinado por la Consejería de Cultura y Turismo, el Ayuntamiento de Casalarreina y diversas entidades privadas. De alguna manera es considerado como continuador del Festival de Sajazarra, durante veinticuatro años referente de la música antigua.

## Presencia en el mundo
Existe una calle Casalarreina en Vicálvaro (distrito municipal número 19), Madrid, tiene una longitud de 1487 metros, con código postal 28032, coordenadas de localización en Google Maps 40.408528, -3.614349.
También en la misma calle se encuentra la instalación deportiva municipal básica Casalarreina (calle Casalarreina 28, 28032 Madrid) 
Otra calle Casalarreina, en el término municipal de Anguciana que se inicia en el camino de la Cantera (42.561636, -2.896076 Gogle Maps) y finaliza en calle Virgen de la Concepción número 5 en el casco urbano de Anguciana (42.572724, -2.899272 Google Maps).